# Hugh Aloysius Donohoe
Hugh Aloysius Donohoe (* 28. Juni 1905 in San Francisco; † 26. Oktober 1987) war ein US-amerikanischer Geistlicher und römisch-katholischer Bischof von Fresno sowie zuvor erster Bischof von Stockton.

## Leben
Hugh Aloysius Donohoe studierte am Saint Patrick’s Seminary in Menlo Park, Kalifornien. Nach seiner Priesterweihe am 14. Juni 1930 für das Erzbistum San Francisco erhielt er an der Katholischen Universität von Amerika in Washington, D.C. den Doktortitel in Philosophie. Danach kehrte Donohoe an das Saint Patrick’s Seminary zurück und lehrte dort Ethik.
Papst Pius XII. ernannte ihn am 2. August 1947 zum Titularbischof von Taium und zum Weihbischof in San Francisco. Der Erzbischof von San Francisco, John Joseph Mitty, spendete ihm am 7. Oktober desselben Jahres die Bischofsweihe; Mitkonsekratoren waren der Bischof von Honolulu, James Joseph Sweeney, und Weihbischof Thomas Arthur Connolly aus San Francisco.
Am 27. Januar 1962 ernannte ihn Papst Johannes XXIII. zum ersten Bischof des neugegründeten Bistums Stockton. Seiner Amtseinführung am 24. April desselben Jahres wohnten mehrere Priester seiner Heimaterzdiözese San Francisco bei.
Donohoe nahm an allen vier Sitzungsperioden des Zweiten Vatikanischen Konzils als Konzilsvater teil. Somit bestand seine Aufgabe in Stockton nicht nur darin, die Entwicklung des neuen Bistums voranzutreiben, sondern auch, die Vision des Konzils umzusetzen.
Am 22. August 1969 wurde er von Papst Paul VI. zum Bischof von Fresno ernannt. Am 1. Juli 1980 nahm Papst Johannes Paul II. seinen altersbedingten Rücktritt an.
Donohoe starb am 26. Oktober 1987 und wurde auf dem Saint Peters Cemetery in Fresno bestattet.
Sein Wahlspruch lautete In all things charity („In allen Dingen Barmherzigkeit“).